# プロドローン
株式会社プロドローン (英: Prodrone Co., Ltd.) は愛知県名古屋市に本社を置く産業用ドローンシステムメーカー。

## 概要
元々は、放送業務用映像システムのシステムインテグレーターである株式会社システムファイブが産業用ドローンメーカーの株式会社ケイアンドエスと業務提携し設立された一事業部であったが、運営強化のため2015年1月15日に分社化され設立された。のちに業務提携を行っていた株式会社ケイアンドエスは、権利義務を株式会社システムファイブに継承し合併している。
主な事業は産業用ドローンシステムの研究・開発、製造で、このほか産業用ドローンシステムのコンサルティングや各種受託開発、ODMなども行っている。
2016年（平成28年）には世界初のロボットアーム搭載ドローンを発表した。

## 沿革
- 2015年（平成28年）
  - 1月15日 - 東京都千代田区に「株式会社プロドローン」を設立[広報 3]。
  - 7月6日 - DJIと包括的業務契約[広報 6]
- 2016年（平成28年）
  - 3月 - アイサンテクノロジーを割当先とする第三者割当増資を実施[広報 7]。
  - 4月 - パナソニックおよびAVCネットワークス社（パナソニックの社内カンパニー）と共同開発契約を締結[広報 8]。
  - 9月 - キヤノンマーケティングジャパンを割当先とする第三者割当増資を実施。これに伴い日本国内における販売契約を締結[広報 9]。
  - 11月16日 - 無線通信を伴う飛行実験の免許を取得[2]。
  - 12月 - 三菱商事より出資を受ける[広報 10]。
  - 12月 - KDDIおよびゼンリンと業務提携。これに併せてKDDIを割当先とする第三者割当増資を実施[3]。
- 2017年（平成29年）10月 - カナダのAVIDRONE社の株式の一部を取得し、業務提携[4]。
- 2019年（令和元年）9月3日 - 福島ロボットテストフィールド研究センターを開設[広報 11]。

## 事業所
- 本社 - 愛知県名古屋市天白区[広報 1]
- 東京オフィス - 東京都千代田区[広報 1]

## 関連会社
- 株式会社コノックス[広報 12]
- 株式会社システムファイブ[広報 12]
- 株式会社プロニュース[広報 12]

#### 広報資料・プレスリリースなど一次資料
1. 1 2 3 4 5 6 7  “会社情報”.   株式会社プロドローン (2016年9月7日). 2017年1月18日閲覧。
2. ↑  “システムファイブ、産業用ドローン市場に参入 産業用ドローン開発大手のケイアンドエスと業務提携 「PRODRONE(プロドローン)」ブランドでサービス提供”.   株式会社システムファイブ (2014年11月18日). 2016年12月18日閲覧。
3. 1 2  “PRODRONEを株式会社プロドローンとして独立法人化”.   株式会社システムファイブ (2015年1月15日). 2016年12月18日閲覧。
4. ↑  “株式会社ケイアンドエスとの合併のお知らせ”.   株式会社システムファイブ (2015年9月24日). 2016年12月18日閲覧。
5. ↑  “プロドローン、世界初、2本のロボットアームをもつ直接作業型大型ドローン「PD6B-AW-ARM」を開発”.   PR TIMES (2016年9月7日). 2017年1月18日閲覧。
6. ↑  “プロドローンとDJIが産業用ドローン研究開発で協業。新型産業用ドローンの市場投入を準備中～DJI社、国内企業と初業務提携を交わす～”.   PR Times (2015年7月6日). 2017年1月18日閲覧。
7. ↑  “第三者割当の引受けによる出資のお知らせ” (PDF).   アイサンテクノロジー株式会社 (2016年3月28日). 2017年1月18日閲覧。
8. ↑  “産業用ドローンによるインフラ点検ソリューションシステムの開発を開始”.   パナソニック株式会社 (2016年4月20日). 2017年1月18日閲覧。
9. ↑  “キヤノンマーケティングジャパンがドローン市場に参入 プロドローン社に出資し、ドローン関連ビジネスを本格展開”.   キヤノンマーケティングジャパン株式会社 (2016年9月5日). 2017年1月18日閲覧。
10. ↑  “ドローンを活用した産業用総合リモートセンシングサービス会社を設立”.   三菱商事株式会社 (2016年12月5日). 2017年1月18日閲覧。
11. ↑  “PRODRONE福島ロボットテストフィールド研究センター開設のご案内”.   株式会社プロドローン (2019年9月10日). 2019年10月12日閲覧。
12. 1 2 3  “会社概要”.   株式会社システムファイブ. 2017年1月18日閲覧。